# 전략 비디오 게임

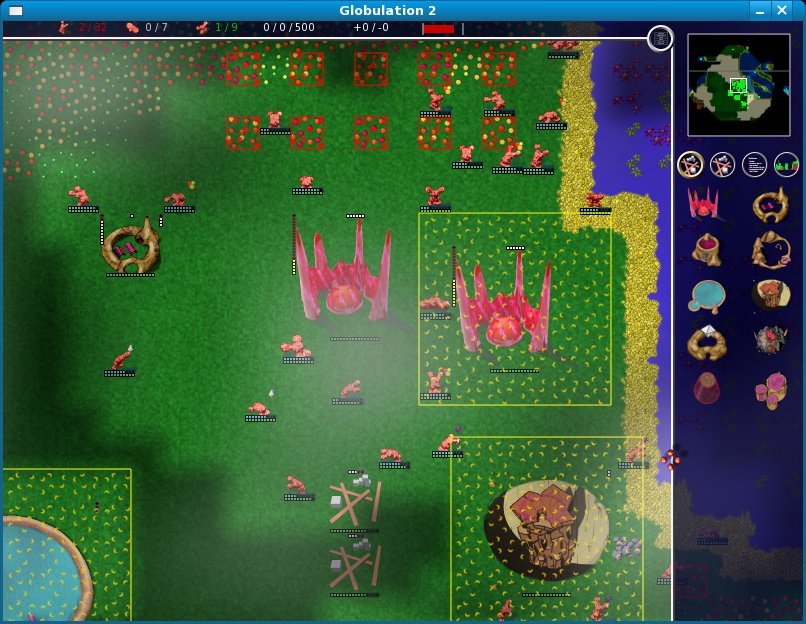
글로뷸레이션 2

전략 비디오 게임(strategy video game) 또는 전략 시뮬레이션 게임은 플레이어간 대결에서 플레이어의 전략적 의사 결정 능력을 요구하며 이것이 게임의 결과에 큰 영향을 미치는 비디오 게임의 한 장르이다. 비디오 게임에서는 대체로 전략 게임을 턴제 전략 게임(Turn-based Strategy : TBS)과 실시간 전략 게임(Real-time Strategy : RTS)의 두 가지 방식으로 분류한다. 한국에서는 전략 비디오 게임을 흔히 "전략 시뮬레이션"이라고 부르기도 하며, 대개는 실시간 전략 게임을 가리킨다.
1990년대 초반에는 롤 플레잉 게임과 비슷한 턴제 전략 게임이 많았지만, 1990년대 중반에는 컴퓨터 성능 향상에 힘입어 실시간 전략 게임들이 주류를 이루었다. 1990년대 후반부터는 사람들끼리 게임을 할 수 있도록 네트워크 지원이 유행하고 있다.

## 턴제 전략 게임
턴마다 자신의 유닛을 활용, 명령을 내리는 방식으로 게임이 진행된다. 대표적인 게임은 다음과 같다.
- 대전략
- 노부나가의 야망
- 문명
- 삼국지
- 히어로즈 오브 마이트 앤 매직
- Freeciv
- 팬저 제너럴

추가 타이틀
- 토탈워 시리즈
- 에이지 오브 원더스

## 실시간 전략 게임
건물과 유닛의 생산, 제어 및 파괴가 주된 내용이다.
대표적인 게임들
- 라이즈 오브 네이션즈
- 듄II - 웨스트우드 스튜디오에서 만든 실시간 전략 게임의 시초
- 스타크래프트
- 에이지 오브 엠파이어
- 에이지 오브 미쏠로지
- 워크래프트
- 커맨드 앤 컨커 시리즈
- 토탈 어나힐레이션
- 컴퍼니 오브 히어로즈
- 슈퍼파워 2
- 월드 인 컨플릭트
- 홈월드 시리즈
- 추축군과 연합군 (PC 게임)
- 킹 오브 쓰론
- 임진록 2
- 엑트 오브 워 시리즈
- 워해머 던오브 워 40k 시리즈
- 서프림 커맨더 시리즈
- 서프림 룰러 2020
- 엠파이어 어스 시리즈

## 같이 보기
- 테크 트리